# Mads Enggård
Mads Enggård (Silkeborg, 20 gennaio 2004) è un calciatore danese, centrocampista del Molde.

## Caratteristiche tecniche
È un centrocampista con attitudini difensive.

## Carriera

### Club
Mads Enggård è cresciuto nelle giovanili del Randers, ed ha debuttato in prima squadra il 10 novembre 2020 all'età di 16 anni, nell'incontro di DBUs Landspokalturnering vinto 3-1 contro l'Aarhus Fremad. La girone di ritorno della stagione successiva è stato promosso in pianta stabile in prima squadra ed ha debuttato in Superligaen il 4 marzo 2022 nella trasferta persa 3-0 contro il Copenaghen. Nell'agosto successivo ha prolungato il contratto fino al 2025.

### Nazionale
Ha giocato con le nazionali giovanili danesi Under-17, Under-18, Under-19, Under-20 e Under-21.

## Statistiche
aggiornato al 2 marzo 2024
| Stagione        | Squadra         | Campionato      | Campionato | Campionato | Coppe nazionali | Coppe nazionali | Coppe nazionali | Coppe continentali | Coppe continentali | Coppe continentali | Altre coppe | Altre coppe | Altre coppe | Totale | Totale | Totale |
| Stagione        | Squadra         | Comp            | Pres       | Reti       | Comp            | Pres            | Reti            | Comp               | Pres               | Reti               | Comp        | Pres        | Reti        | Pres   | Reti   |        |
| --------------- | --------------- | --------------- | ---------- | ---------- | --------------- | --------------- | --------------- | ------------------ | ------------------ | ------------------ | ----------- | ----------- | ----------- | ------ | ------ | ------ |
| 2020-2021       | Randers         | SL              | 0          | 0          | CD              | 2               | 0               |                    | -                  | -                  |             | -           | -           | 2      | 0      |        |
| 2021-2022       | Randers         | SL              | 7          | 0          | CD              | 0               | 0               | UEL+UECL           | 0+1                | 0                  |             | -           | -           | 8      | 0      |        |
| 2022-2023       | Randers         | SL              | 16         | 2          | CD              | 2               | 0               |                    | -                  | -                  |             | -           | -           | 18     | 2      |        |
| 2023-2024       | Randers         | SL              | 19         | 0          | CD              | 2               | 0               |                    | -                  | -                  |             | -           | -           | 21     | 0      |        |
| Totale carriera | Totale carriera | Totale carriera | 42         | 2          |                 | 6               | 0               |                    | 1                  | 0                  |             | -           | -           | 49     | 2      |        |

## Palmarès

### Club

#### Competizioni nazionali
- Coppa di Danimarca: 1

Randers: 2020-2021